# Gollwitz (Rosenau)
Gollwitz ist seit 2001 ein Gemeindeteil der Gemeinde Rosenau im Landkreis Potsdam-Mittelmark im äußersten Westen des Landes Brandenburg.

## Geographie
Gollwitz liegt etwa fünfzehn Kilometer westlich der Stadt Brandenburg an der Havel. Südöstlicher Nachbarort ist das ebenfalls zu Rosenau gehörende Dorf Warchau etwa zwei Kilometer entfernt. Nach Westen ist die Landesgrenze zu Sachsen-Anhalt etwa einen Kilometer entfernt. Kade liegt ein bis zwei Kilometer hinter der Landesgrenze. Das Dorf Gollwitz liegt in der Übergangszone zwischen dem Talsandniederungsgebiet des Wusterwitzer Beckens nach Norden und den hügligen Hochflächen der Karower Platte im Süden. Diese Landschaften sind eiszeitlicher Genese. Die höchste Erhebung der Karower Platte ist der 85,9 Meter hohe Gollwitzer Berg südwestlich des Dorfes. Südlich des Berges fließt der Steinbach nach Westen ab.

## Geschichte
| Jahr       | Einwohner |
| ---------- | --------- |
| 01.12.1875 | 154       |
| 01.12.1890 | 151       |
| 01.12.1910 | 150       |
| 16.06.1925 | 156       |
| 16.06.1933 | 142       |
| 17.05.1939 | 126       |
| 29.10.1946 | 199       |

Am 20. Juli 1950 wurde die bis dahin eigenständige Gemeinde Gollwitz nach Warchau eingemeindet. Am 31. Dezember 2001 schloss sich Warchau mit zwei weiteren Orten zur neuen Gemeinde Rosenau zusammen.

## Sehenswürdigkeiten

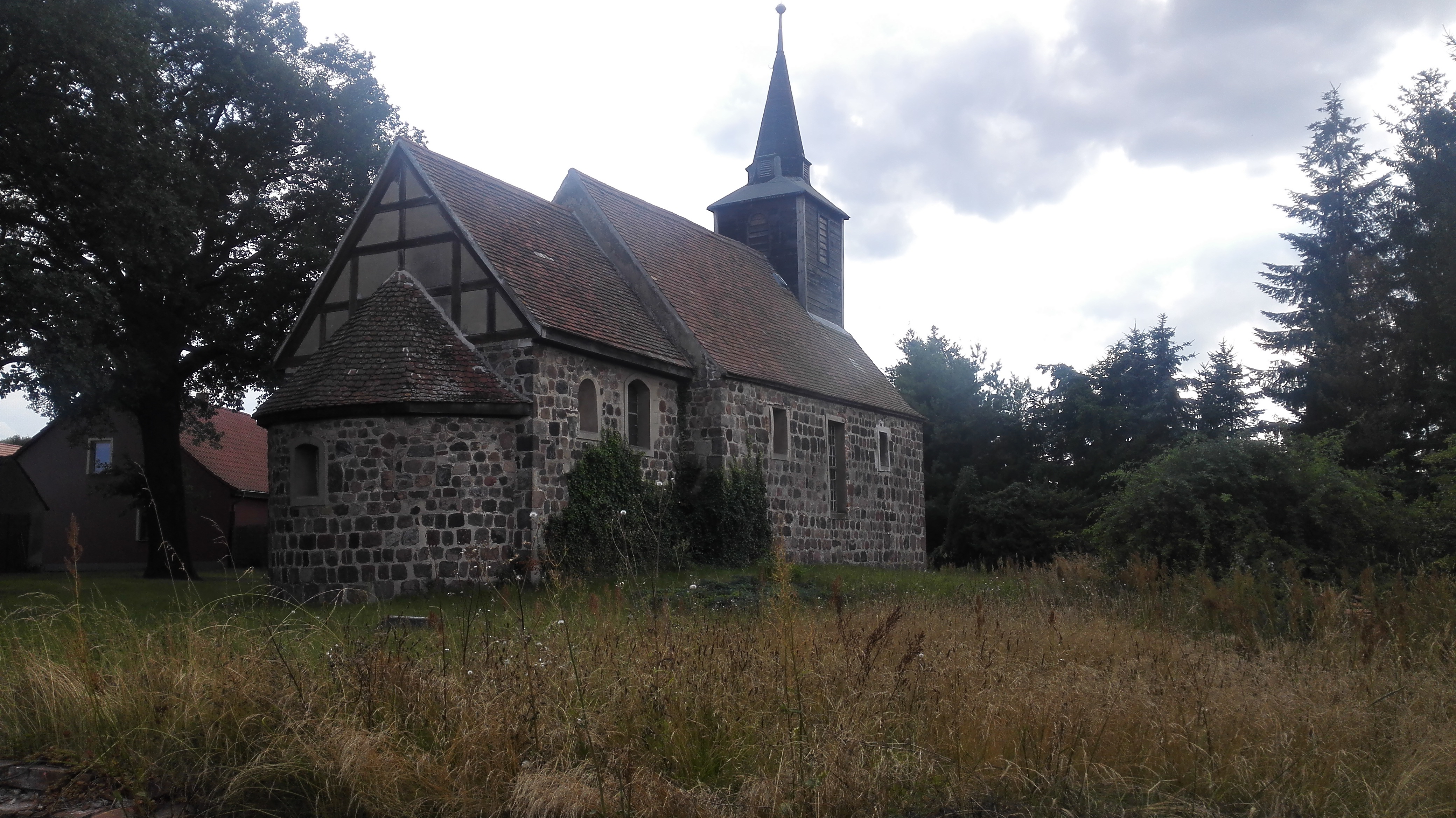
Dorfkirche Gollwitz

Die Dorfkirche Gollwitz ist eine Feldsteinkirche und stammt aus dem 13. Jahrhundert. Der Kanzelaltar im Inneren wurde 1699 installiert. Neben der Kirche steht auf dem Gollwitzer Berg der Jagdsitz „Lebenswarte“ unter Denkmalschutz.